# ولاية بني عباس
ولاية بني عباس هي ولاية جزائرية تقع في جنوب الجزائر، تحمل عاصمتها نفس الاسم : بني عباس.

## التعريف بالولاية
بني عباس، هي ولاية جزائرية تقع في جنوب الجزائر، تحمل عاصمتها نفس الاسم: مدينة بني عباس، يقع مركز الولاية بمدينة بني عباس.

## لمحة تاريخية عن بني عباس
تم إنشاء ولاية بني عباس في 26 نوفمبر 2019. وفي عام 2021، أضفى الرئيس تبون الطابع الرسمي على التقسيم الإداري الجديد.
كانت سابقا ولاية منتدبة، أحدثت بموجب القانون رقم 15-140 المؤرخ في 27 ماي 2015 المتعلق بإحداث دوائر إدارية في بعض الولايات ووضع القواعد الخاصة المرتبطة بها وكذا قائمة البلديات الملحقة بها. قبل 2019 كانت تابعة لولاية بشار.

## التسمية، الموقع، والمناخ

### الموقع
يحدها
- شمالاً: ولاية بشار
- شرقاً: ولاية ادرار وولاية تيميمون
- جنوباً: ولاية تندوف
- غرباً: المغرب
- نقطة مشتركة مع ولاية البيض في أقصى الشمال الشرقي.

## التنظيم الإداري

### الدوائر
العطاية